# Старый Кавдык (озеро)
Старый Кавдык  — озеро в Ялуторовском районе Тюменской области России. Относится к бассейну Иртыша. Расположено в 11 км к северу от Ялуторовска, в левобережье реки Тобол.

## Характеристика
Площадь озера — 6,44 км². Высота уреза воды над уровнем моря — 57 метров. Водоём имеет лопастную форму, с запада в акваторию вдаётся крупный полуостров. Длина озера — 4,3 км, максимальная ширина в центральной части — 2,5 км.
Береговая линия умеренно изрезана. Берега низкие и пологие, заболоченные на севере. Значительные притоки отсутствуют. Из болот на севере, прорезанных мелиоративными каналами, вытекает речка Бердюженка, впадающая в Тобол. На востоке Старый Кавдык протокой связан с менее крупным озером Новый Кавдык. У юго-западного берега расположилось село Старый Кавдык, к юго-востоку от которого находится озеро Малый Кавдык. 
Озеро используется в рекреационных целях. Имеется база охотников и рыболовов Тюменского областного союза охотников и рыболовов.